# 미국 대통령 선거 뉴멕시코주
이 문서는 미국 대통령 선거 뉴멕시코주 지역 데이터이다. 뉴멕시코주는 1912년 1월 6일에 47번째로 미국 연방에 가입했으며, 1912년 미국 제32회 대통령 선거부터 지금까지 대통령 선거에 참여했다.

## 데이터
| 회수 | 실시 연도 | 선거인단 수 | 1위                          | 1위       | 1위     | 1위    | 2위                   | 2위       | 2위     | 2위    | 3위                           | 3위         | 3위     | 3위    | 4위         | 4위         | 4위     | 4위    | 1위 당선 여부 | 비고 |
| 회수 | 실시 연도 | 선거인단 수 | 후보자 성명                  | 소속 정당 | 득표 수 | 득표율 | 후보자 성명           | 소속 정당 | 득표 수 | 득표율 | 후보자 성명                   | 소속 정당   | 득표 수 | 득표율 | 후보자 성명 | 소속 정당   | 득표 수 | 득표율 | 1위 당선 여부 | 비고 |
| ---- | --------- | ----------- | ---------------------------- | --------- | ------- | ------ | --------------------- | --------- | ------- | ------ | ----------------------------- | ----------- | ------- | ------ | ----------- | ----------- | ------- | ------ | ------------- | ---- |
| 32   | 1912년    | 3           | 우드로 윌슨                  | 민주당    | 20,437  | 41.39% | 윌리엄 하워드 태프트  | 공화당    | 17,733  | 35.91% | 시어도어 루스벨트             | 진보당      | 8,347   | 16.91% | 유진 데브스 | 미국 사회당 | 2,859   | 5.79%  | 당선          |      |
| 33   | 1916년    | 3           | 우드로 윌슨                  | 민주당    | 33,693  | 50.31% | 찰스 에번스 휴스      | 공화당    | 31,163  | 46.53% | ?                             | ?           | ?       | ?      | ?           | ?           | ?       | ?      | 당선          |      |
| 34   | 1920년    | 3           | 워런 개머리얼 하딩           | 공화당    | 57,634  | 54.68% | 제임스 미들턴 콕스    | 민주당    | 46,668  | 44.27% | ?                             | ?           | ?       | ?      | ?           | ?           | ?       | ?      | 당선          |      |
| 35   | 1924년    | 3           | 캘빈 쿨리지                  | 공화당    | 54,745  | 48.52% | 존 윌리엄 데이비스    | 민주당    | 48,542  | 43.02% | 로버트 매리언 라폴레트 시니어 | 진보당      | 9,543   | 8.46%  | ?           | ?           | ?       | ?      | 당선          |      |
| 36   | 1928년    | 3           | 허버트 후버                  | 공화당    | 69,645  | 59.01% | 앨 스미스             | 민주당    | 48,211  | 40.85% | ?                             | ?           | ?       | ?      | ?           | ?           | ?       | ?      | 당선          |      |
| 37   | 1932년    | 3           | 프랭클린 델라노 루스벨트     | 민주당    | 95,089  | 62.72% | 허버트 후버           | 공화당    | 54,217  | 35.76% | ?                             | ?           | ?       | ?      | ?           | ?           | ?       | ?      | 당선          |      |
| 38   | 1936년    | 3           | 프랭클린 델라노 루스벨트     | 민주당    | 106,037 | 62.69% | 앨프 랜던             | 공화당    | 61,727  | 36.50% | ?                             | ?           | ?       | ?      | ?           | ?           | ?       | ?      | 당선          |      |
| 39   | 1940년    | 3           | 프랭클린 델라노 루스벨트     | 민주당    | 103,699 | 56.59% | 웬들 윌키             | 공화당    | 79,315  | 43.28% | ?                             | ?           | ?       | ?      | ?           | ?           | ?       | ?      | 당선          |      |
| 40   | 1944년    | 4           | 프랭클린 델라노 루스벨트     | 민주당    | 81,389  | 53.47% | 토머스 에드먼드 듀이  | 공화당    | 70,688  | 46.44% | ?                             | ?           | ?       | ?      | ?           | ?           | ?       | ?      | 당선          |      |
| 41   | 1948년    | 4           | 해리 트루먼                  | 민주당    | 105,464 | 56.38% | 토머스 에드먼드 듀이  | 공화당    | 80,303  | 42.93% | ?                             | ?           | ?       | ?      | ?           | ?           | ?       | ?      | 당선          |      |
| 42   | 1952년    | 4           | 드와이트 데이비드 아이젠하워 | 공화당    | 132,170 | 55.39% | 애들레이 스티븐슨     | 민주당    | 105,661 | 44.28% | ?                             | ?           | ?       | ?      | ?           | ?           | ?       | ?      | 당선          |      |
| 43   | 1956년    | 4           | 드와이트 데이비드 아이젠하워 | 공화당    | 146,788 | 57.81% | 애들레이 스티븐슨     | 민주당    | 106,098 | 41.78% | ?                             | ?           | ?       | ?      | ?           | ?           | ?       | ?      | 당선          |      |
| 44   | 1960년    | 4           | 존 피츠제럴드 케네디         | 민주당    | 156,027 | 50.15% | 리처드 닉슨           | 공화당    | 153,733 | 49.41% | ?                             | ?           | ?       | ?      | ?           | ?           | ?       | ?      | 당선          |      |
| 45   | 1964년    | 4           | 린든 베인즈 존슨             | 민주당    | 194,017 | 59.22% | 배리 골드워터         | 공화당    | 131,838 | 40.24% | ?                             | ?           | ?       | ?      | ?           | ?           | ?       | ?      | 당선          |      |
| 46   | 1968년    | 4           | 리처드 닉슨                  | 공화당    | 169,692 | 51.85% | 휴버트 험프리         | 민주당    | 130,081 | 39.75% | 조지 월리스                   | 미국 독립당 | 25,737  | 7.86%  | ?           | ?           | ?       | ?      | 당선          |      |
| 47   | 1972년    | 4           | 리처드 닉슨                  | 공화당    | 235,606 | 61.05% | 조지 맥거번           | 민주당    | 141,084 | 36.56% | ?                             | ?           | ?       | ?      | ?           | ?           | ?       | ?      | 당선          |      |
| 48   | 1976년    | 4           | 제럴드 포드                  | 공화당    | 211,419 | 50.75% | 지미 카터             | 민주당    | 201,148 | 48.28% | ?                             | ?           | ?       | ?      | ?           | ?           | ?       | ?      | 낙선          |      |
| 49   | 1980년    | 4           | 로널드 레이건                | 공화당    | 250,779 | 54.97% | 지미 카터             | 민주당    | 167,826 | 36.78% | 존 버야드 앤더슨              | 무소속      | 29,459  | 6.46%  | ?           | ?           | ?       | ?      | 당선          |      |
| 50   | 1984년    | 5           | 로널드 레이건                | 공화당    | 307,101 | 59.70% | 월터 먼데일           | 민주당    | 201,769 | 39.23% | ?                             | ?           | ?       | ?      | ?           | ?           | ?       | ?      | 당선          |      |
| 51   | 1988년    | 5           | 조지 허버트 워커 부시        | 공화당    | 270,341 | 51.86% | 마이클 두카키스       | 민주당    | 244,497 | 46.90% | ?                             | ?           | ?       | ?      | ?           | ?           | ?       | ?      | 당선          |      |
| 52   | 1992년    | 5           | 빌 클린턴                    | 민주당    | 261,617 | 45.90% | 조지 허버트 워커 부시 | 공화당    | 212,824 | 37.34% | 로스 페로                     | 무소속      | 91,895  | 16.12% | ?           | ?           | ?       | ?      | 당선          |      |
| 53   | 1996년    | 5           | 빌 클린턴                    | 민주당    | 273,495 | 49.18% | 밥 돌                 | 공화당    | 232,751 | 41.86% | 로스 페로                     | 무소속      | 32,257  | 5.80%  | ?           | ?           | ?       | ?      | 당선          |      |
| 54   | 2000년    | 5           | 앨 고어                      | 민주당    | 286,783 | 47.91% | 조지 워커 부시        | 공화당    | 286,417 | 47.85% | ?                             | ?           | ?       | ?      | ?           | ?           | ?       | ?      | 낙선          |      |
| 55   | 2004년    | 5           | 조지 워커 부시               | 공화당    | 376,930 | 49.84% | 존 케리               | 민주당    | 370,942 | 49.05% | ?                             | ?           | ?       | ?      | ?           | ?           | ?       | ?      | 당선          |      |
| 56   | 2008년    | 5           | 버락 오바마                  | 민주당    | 472,422 | 56.91% | 존 매케인             | 공화당    | 346,832 | 41.78% | ?                             | ?           | ?       | ?      | ?           | ?           | ?       | ?      | 당선          |      |
| 57   | 2012년    | 5           | 버락 오바마                  | 민주당    | 415,335 | 52.99% | 밋 롬니               | 공화당    | 335,788 | 42.84% | ?                             | ?           | ?       | ?      | ?           | ?           | ?       | ?      | 당선          |      |
| 58   | 2016년    | 5           | 힐러리 클린턴                | 민주당    | 385,234 | 48.26% | 도널드 트럼프         | 공화당    | 319,667 | 40.04% | 게리 존슨                     | 자유당      | 74,541  | 9.34%  | ?           | ?           | ?       | ?      | 낙선          |      |
| 59   | 2020년    | 5           | 조 바이든                    | 민주당    | 501,614 | 54.29% | 도널드 트럼프         | 공화당    | 401,894 | 43.50% | ?                             | ?           | ?       | ?      | ?           | ?           | ?       | ?      | 당선          |      |
| 60   | 2024년    | 5           | 카멀라 해리스                | 민주당    | 478,802 | 51.85% | 도널드 트럼프         | 공화당    | 423,391 | 45.85% | ?                             | ?           | ?       | ?      | ?           | ?           | ?       | ?      | 낙선          |      |

## 군별 데이터

1912년
1916년
1920년
1924년
1928년
1932년
1936년
1940년
1944년
1948년
1952년
1956년
1960년
1964년
1968년
1972년
1976년
1980년
1984년
1988년
1992년
1996년
2000년
2004년
2008년
2012년
2016년
2020년
2024년

## 같이 보기
- 미국 대통령 선거
- 미국 대통령 선거 뉴멕시코주
  - 1912년 미국 대통령 선거 뉴멕시코주
  - 1916년 미국 대통령 선거 뉴멕시코주
  - 1920년 미국 대통령 선거 뉴멕시코주
  - 1924년 미국 대통령 선거 뉴멕시코주
  - 1928년 미국 대통령 선거 뉴멕시코주
  - 1932년 미국 대통령 선거 뉴멕시코주
  - 1936년 미국 대통령 선거 뉴멕시코주
  - 1940년 미국 대통령 선거 뉴멕시코주
  - 1944년 미국 대통령 선거 뉴멕시코주
  - 1948년 미국 대통령 선거 뉴멕시코주
  - 1952년 미국 대통령 선거 뉴멕시코주
  - 1956년 미국 대통령 선거 뉴멕시코주
  - 1960년 미국 대통령 선거 뉴멕시코주
  - 1964년 미국 대통령 선거 뉴멕시코주
  - 1968년 미국 대통령 선거 뉴멕시코주
  - 1972년 미국 대통령 선거 뉴멕시코주
  - 1976년 미국 대통령 선거 뉴멕시코주
  - 1980년 미국 대통령 선거 뉴멕시코주
  - 1984년 미국 대통령 선거 뉴멕시코주
  - 1988년 미국 대통령 선거 뉴멕시코주
  - 1992년 미국 대통령 선거 뉴멕시코주
  - 1996년 미국 대통령 선거 뉴멕시코주
  - 2000년 미국 대통령 선거 뉴멕시코주
  - 2004년 미국 대통령 선거 뉴멕시코주
  - 2008년 미국 대통령 선거 뉴멕시코주
  - 2012년 미국 대통령 선거 뉴멕시코주
  - 2016년 미국 대통령 선거 뉴멕시코주
  - 2020년 미국 대통령 선거 뉴멕시코주
  - 2024년 미국 대통령 선거 뉴멕시코주